# Руставелі-Вазісубанська лінія
Руставелі-Вазісубанська лінія (груз. რუსთაველი-ვაზისუბანი-ხაზი) — перспективна лінія Тбіліського метрополітену.

## Історія
Лінія була спроєктована в середині 1980-х років і на 80 % побудована в радянський час. На теперішній час будівництво ведеться дуже повільно, у зв'язку з недостатнім фінансування.

## Маршрут
Руставелі-Вазісубанська лінія має починатися на Військово-Грузинській дорозі і закінчуватися на станції «Руставелі-2» з пересадкою на Ахметелі-Варкетільську лінію.